# Файбишев Олександр Миколайович
Олександр Миколайович Файбишев (1900, місто Катеринослав, тепер місто Дніпро — розстріляний 23 вересня 1938, місто Київ) — український радянський діяч, голова Організаційного комітету Президії ВУЦВК по Житомирській області (1937—1938 рр.). Жертва сталінських репресій. Депутат Верховної Ради СРСР 1-го скликання.

## Життєпис
Член РСДРП(б) з 1917 року. 
Освіта середня. Перебував на відповідальній радянській і партійній роботі.
У 1930—1931 роках — секретар Копайгородського районного комітету КП(б)У Вінниччини.
У 1931—1932 роках — секретар Староушицького районного комітету КП(б)У Проскурівщини.
У 1932—1933 роках — інструктор Вінницького обласного комітету КП(б)У.
У 1933—1937 роках — 1-й секретар Деражнянського районного комітету КП(б)У Вінницької області.
У 1937 — 27 вересня 1937 року — 3-й секретар Київського обласного комітету КП(б)У.
У вересні 1937 — квітні 1938 року — голова Організаційного комітету Президії ВУЦВК по Житомирській області.
3 травня 1938 року заарештований органами НКВС. 23 вересня 1938 року засуджений до розстрілу. Посмертно реабілітований у 1956 році.